# Jean Paul Leon

The Menorot as an ensemble. Paris premiere at Le Marais 2005

Jean Paul Leon (nacido en 1955) es un artista francés/español, escultor y escritor, conocido por su trabajo Unison que conjunta cuatro colecciones de arte sobre las religiones del mediterráneo y el Budismo y Taoísmo, haciendo una llamada al entendimiento y al diálogo entre todas las gentes. Su libro, “Herencia”, prologado por el ministro de Cultura y Educación francés Jack Lang, recomendado por Lizzie Boubli, comisario del Museo del Louvre, con texto de Antonio Muñoz Molina entre otros, es el primero de la trilogía.
De más reciente publicación fue su siguiente libro de relatos y dibujos sobre la Menorah, Hebras hebraicas, presentado en el Museo Centro Sefarad-Israel en Madrid con entrevista en  Radio Sefarad Interview Hebras hebraicas Jean Paul Leon.

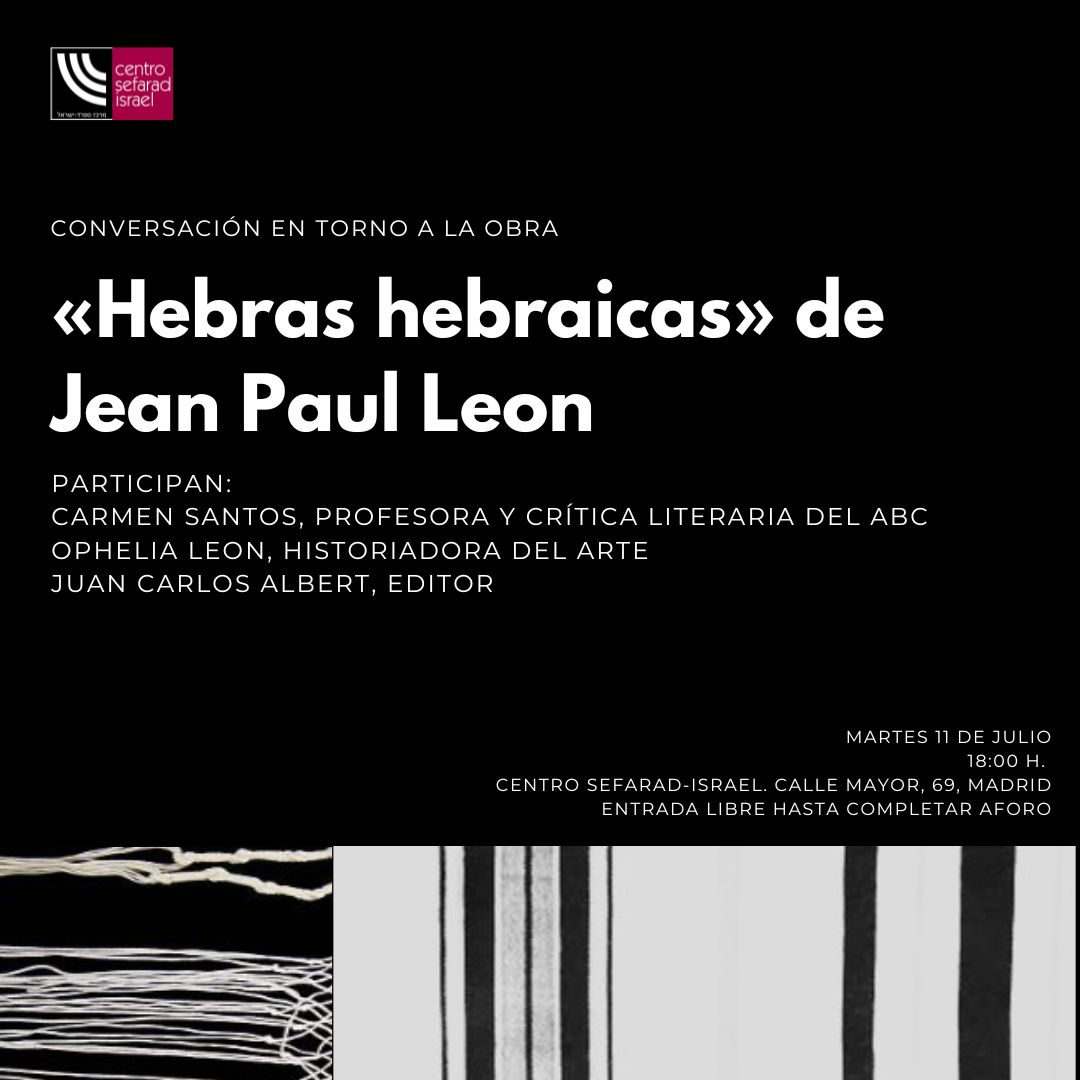

En 2020, Universo de Letras, de la Editorial Planeta, publicó Mujeres en la Cruz. Bajo el mismo título, su colección de pinturas, Women on the Cross, fue expuesta en la Fundación Antonio Berni y dio pie a talleres y al Museo Digital Participativo Art4WomensRights, apoyado por ICOM, el Consejo Internacional de Museos, Nigeria, como campaña de concienciación, a través del Arte, sobre el tráfico humano, las violaciones sexuales y otros temas candentes que afectan a la mujer y a las jóvenes hoy en día en el país y en el mundo.
Su último libro, La palabra desnuda, fue presentado en el Ateneo de Madrid 30 de noviembre de 2023  conjuntamente con su libro de Aforismos, Año bisiesto

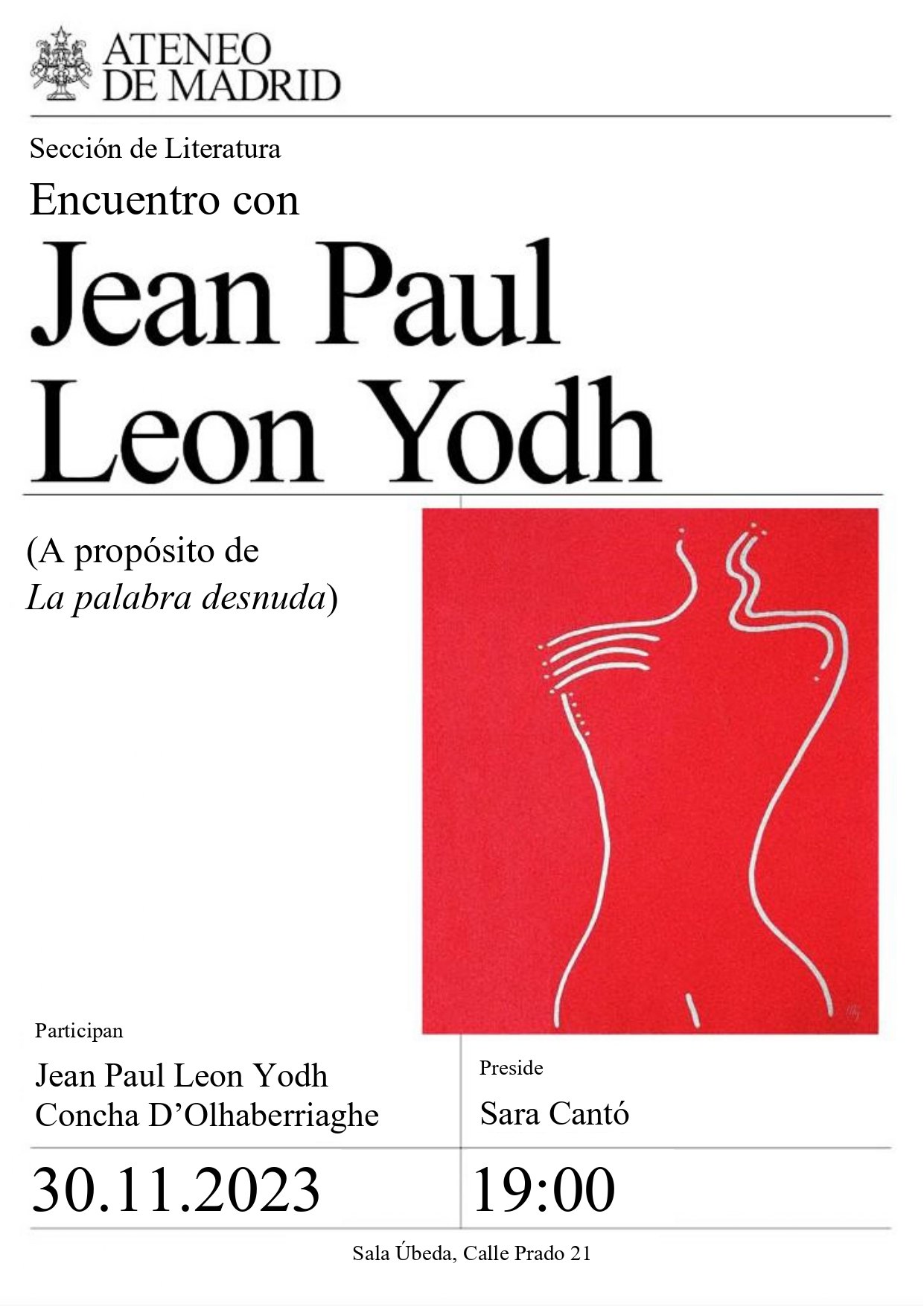

El mural de 4 metros de largo de Jean Paul Leon Yodh, El sueño de Da Vinci o la pesadilla de los 4 Jueces, fue inaugurado en el vestíbulo central del Hospital Clínico de Barcelona el 8 de febrero de 2024, dos años exactos después de la operación de trasplante de riñón de vivo, donado por su esposa. El evento se transmitió en vivo en TV3 Interview Mural Jean Paul Leon Yodh.

## Primeros años
León creció entre Francia y España y cursó estudios superiores en Inglaterra en los Clásicos, Griego y Latín. A los 7 años y medio, conoció a Pablo Ruiz Picasso, un camarada de su abuelo. El hecho de conocer al hombre y de visitar su estudio tuvo un gran impacto en su vida.
A los 11 años, León ganó su primer premio de literatura en una convocatoria nacional patrocinada por Coca-Cola.

## Escritor
A los 16 años publicó su primer artículo de prensa en El Norte de Castilla, bajo los auspicios de Miguel Delibes, donde años más tarde se convertiría en columnista asiduo. A los 19 empezó a escribir para la revista Triunfo donde publicó entrevistas de fondo con cantautores folk como John Martyn, Sandy Denny, Nick Drake, entre otros. Para la colección “Vallisoletanos Ilustres” escribió la primera biografía de la actriz Lola Herrera. Su relato “Juicio Final”, fue publicado por Grafein, Barcelona en abril de 2015 a beneficio de Médicos Sin Fronteras.

## Pintor
A los 18 años comenzó una serie de exposiciones de arte comisariadas por Chantal Hinaut de la Alianza Francesa.
A los 23 ya se había casado y mudado a Nueva York donde, en la primera exposición de sus dibujos, fue seleccionado como el joven artista más prometedor en el Washington Square Outdoor Art Exhibit.
A los 24 tuvo la primera exposición en solitario en la Avenida Madison de Nueva York, en la Galería Barbara Walter. La periodista Julia Sáez Angulo tituló su reportaje en fondo desde N.Y.  para la publicación ArtesHoy, “Jean Paul León: América busca el nuevo genio de la pintura”. Desde el 79 continuó exhibiendo en N.Y. hasta que en los 90 se mudó a Hollywood para trabajar en la industria del cine y la animación. En 2003, después de 12 años en Los Ángeles, volvió a París, donde comenzó a exhibir nuevamente y continuó trabajando en el sujeto sobre el cual se venía centrando anteriormente: Luz y Luminarias, su contribución a la cultura universal.
En 2006 su obra, que entonces abarcaba 30 años de trabajo sobre la Menorá como hilo conductor y símbolo de luz, fue recogida en el libro de arte “Héritage” (Herencia), prologado por el ministro Francés de Cultura y Educación Jack Lang y recomendado por la comisario del Museo del Louvre Mme Boubli. El libro “Herencia”, el cual conjunta pinturas y textos del artista en tres idiomas, fue editado por Michael Neugebauer, publicado por MinEdition France y patrocinado por la Misión de Cultura de la Fondation pour la Mémoire de la Shoah, París. presidida por la ministra francesa Simone Veil, sobreviviente de Bergen-Belsen y primera mujer Presidente del Parlamento Europeo. Richard Covington, periodista de Smithsonian, New York Times y Herald Tribune describió la obra de Jean Paul León escribiendo: “Hay aquí una energía incandescente que recompensa al espectador con revelaciones inesperadas que mantienen el ojo y el cerebro alerta y vivo”.
En 2005-2006, la exposición de esta colección presentada por el Museo Judío de Bélgica en la Catedral de Bruselas como “Menorá en la Catedral”, patrocinada por Esther Kervyn, por invitación del Cardinal Godfried Danneels, lidió con el dolor y la desavenencia entre las comunidades Cristiana y Hebrea. La exposición resultó en un encuentro histórico entre las dos comunidades y así fue reflejado en el periódico Flamenco De Standaard. La muestra fue inaugurada por el entonces Arzobispo de Bruselas Jozef De Kesel. Remitiéndose al público presente, al Barón Georges Schnek, el entonces Presidente del Consistorio y del Museo y a Albert Guigui, Gran Rabino de la Gran Sinagoga de Bruselas, De Kesel presentó sus disculpas por los crímenes perpetrados contra judíos en mayo de 1370 que son conmemorados en las cristaleras de la Catedral de Bruselas junto con muchas otras en Bélgica, conocidos como la Masacre de Bruselas. Este hito marcó los primeros pasos en la recopilación de la obra del artista reunida más tarde bajo el epígrafe de “Unison”.
Durante este periodo, mientras las exposiciones de museos, galerías y conferencias se iban sucediendo, el artista comenzó a trabajar en una nueva colección: I.N.R.I. Ieusus Nazarenus Rex Iudeurum (óleo sobre paneles de madera incrustados en grandes cruces), 33 retratos incisivos que se acercan a la figura del Cristo y sus muy variados aspectos psico/sociológico conforme su mito avanzaba a lo largo de los últimos 2000 años, según explica Clare McAndrews de Arts Economics en su artículo de fondo, “Jean Paul León: Retrato de un Artista”. En el prólogo del libro I.N.R.I. de Jean Paul León, el notable escritor Británico Philip Pullman, autor de La Materia Oscura y El buen Jesús y Cristo el malvado, observa: “Estos cuadros representan un formidable intento para lidiar con el legado del hombre más extraño y enigmático que jamás vivió”.
En 2007, Jean Paul León trasladó su estudio a Dublín, empezando por una invitación de la editora Noelle Campbell-Sharp fundadora de la residencia de artistas Cill Rialaig Arts Centre, donde creó “Ulises, Sino y Destino”, una colección de arte que ilustra los 18 capítulos del Ulises de James Joyce según explora el sujeto de Leopold Bloom como ejemplo del judío errante y el Ulises de Homero como el héroe por antonomasia que se enfrenta al peligro de muerte en cada recodo del camino de vuelta a casa, a su reino, a su Ítaca.
Tras completar “Ulises, Sino y Destino” en Dublín, Jean Paul Leon se asentó en Berlín, enfocando su energía en una colección pendiente: “Reflejos del Islám”, comenzada en 1978 cuando, durante su luna de miel en el Sahara, recibió una copia del Corán de manos de otro viajero. Este trabajo lo retomó en 1991 a raíz de la invasión de Kuwait, en otro desierto, el Desierto de Sonora, Arizona, donde el grueso de la obra fue creada con objetos 3D y espejos que reflejan al espectador y lo/la incorporan en el arte, proyectando imágenes exteriores y reflejos interiores. La obra resultante está basada en la lectura del Texto, en la contemplación, en el espejismo del desierto, en el oasis, en la arena, en el viento, en su amor por la caligrafía, en el embrujo de La Alhambra con su tendencia única a viajar con él, no sólo en el arabesco y en la filigrana del tiempo, si no en los confines más ojivales de la imaginación.
Las tres colecciones: “Herencia Hebrea”, I.N.R.I. y “Reflejos del Islam”, junto con “Meditaciones Orientales”, conforman  “Unison Collection”, el resultado de la dedicación de toda una vida y de su más profunda convicción... que “en estas tres religiones, por más que se comience buscando el Maggid, el oír la voz de Dios, inexorablemente, uno se acaba encontrando con el hombre, que en plural se hace masa y en singular, se diluye en soledades”. Ong Namo Guru Dev Namo. En su introducción al artista, el renombrado Tasador de Arte de la ciudad de París, Maître Pierre Cornette de Saint Cyr, Presidente de la Asociación del Palais de Tokyo, escribe: “Los artistas son la luz del mundo, son nuestros guías, a la par espiritual y sabios. Ellos son la dignidad de la humanidad... Estamos hoy sumidos en una violencia imbécil, como todas las violencias. Pero la luz del arte, como nos lo muestra Jean Paul León, nos guiará hacia la inteligencia”.